# Saint-Laurent-des-Vignes
Saint-Laurent-des-Vignes är en kommun i departementet Dordogne i regionen Nouvelle-Aquitaine i sydvästra Frankrike. Kommunen ligger i kantonen Bergerac 2e Canton som tillhör arrondissementet Bergerac. År 2022 hade Saint-Laurent-des-Vignes 1 028 invånare.

## Befolkningsutveckling
Antalet invånare i kommunen Saint-Laurent-des-Vignes
Referens:INSEE